# Otwin Vinzent
Otwin Vinzent (* 27. Januar 1929 in Ormesheim; † 4. Dezember 1997) war ein deutscher Bibliothekar.

## Leben
Otwin Vinzent studierte seit dem Wintersemester 1949/50 Klassische Philologie (Griechisch, Latein), Philosophie und Romanistik in Saarbrücken und Lille und promovierte 1961 an der Universität des Saarlandes, das Staatsexamen für den höheren Schuldienst hatte er bereits 1953 abgelegt. Seit diesem Jahr arbeitete er an der Saarländischen Universitäts- und Landesbibliothek, zuerst seit 1953 als Hilfskraft, ab 1954 als Bibliothekar im gehobenen Dienst. Im Jahre 1957 bestand er am Bibliothekar-Lehrinstitut des Landes Nordrhein-Westfalen die Fachprüfung für den höheren Bibliotheksdienst. Die Universitätsbibliothek in Saarbrücken leitete er seit 1965 als stellvertretender, von 1970 bis 1991 als Leitender Bibliotheksdirektor (Nachfolger von Hans Cordes). Sein Nachfolger wurde Bernd Hagenau.  
Sein Sohn ist der Religionswissenschaftler und Hochschullehrer Markus Vinzent.

## Schriften (Auswahl)
- Zur Geschichte der älteren Bestände der Dom- und Stiftsbibliothek Xanten. Köln 1957.

- Textkritische Untersuchungen des Phaidros-Papyri. Dissertation Universität des Saarlandes 1961.
- (Hrsg.): Ormesheim im Wandel der Jahrhunderte. Ormesheim 1967.
- Die Universitätsbibliothek Saarbrücken. Bericht über die Jahre 1970–1972. Saarbrücken 1974.
- (Mitarb.): Der Leihverkehr des Auslandes mit Zentralkatalogen und Bibliotheken der Bundesrepublik Deutschland. Saarbrücken 1977.
- Leihverkehr der deutschen Bibliotheken, Anlaß zu Optimismus? In: Klaus-Dieter Lehmann (Hrsg.): Die Hochschulbibliothek. Beiträge und Berichte (= Zeitschrift für Bibliothekswesen und Bibliographie, Sonderhefte, Bd. 27). Klostermann, Frankfurt/M. 1978, S. 162–180, ISBN 3-465-01324-7.
- Die Auswirkungen der Empfehlungen des Wissenschaftsrates zum Magazinbedarf wissenschaftlicher Bibliotheken auf Benutzung und Leihverkehr. In: Zeitschrift für Bibliothekswesen und Bibliographie, Bd. 34 (1987), S. 481–491.
- (Projektleitung): Erdmute Lapp / Katalogsituation der Altbestände (1501–1850) in Bibliotheken der Bundesrepublik Deutschland einschließlich Berlin (West) (DBI-Materialien, Bd. 82). Deutsches Bibliotheksinstitut, Berlin 1989, ISBN 3-87068-882-3.
- Die Gründung der Universitätsbibliothek Saarbrücken. In: Hans-Joachim Koppitz (Hrsg.): Die Neugründung wissenschaftlicher Bibliotheken in der Bundesrepublik Deutschland (= Beiträge zur Bibliothekstheorie und Bibliotheksgeschichte, Bd. 5). Saur, München 1990, S. 81–98, ISBN 3-598-10906-7.
- Die Universitätsbibliothek Saarbrücken. Bericht über die Jahre 1984–1989. Universität des Saarlandes, Saarbrücken 1990.
- Katalogsituation der Altbestände (1501–1850) in Bibliotheken der neuen Bundesländer. Eine Studie im Auftrag der Deutschen Forschungsgemeinschaft. DBI, Berlin 1992, ISBN 978-3-87068-916-2.